# Scalenghe
Scalenghe (piemontiul: Scalenghe) egy 3.156 lakosú település Torino megyében.

## Testvérvárosok
- Zslobin, Fehéroroszország